# Louis Lavelle
Louis Lavelle (St. Martin de Villereal, 15 de julho de 1883 - Parranquet, 1 de setembro de 1951) foi um filósofo francês, membro da Académie des Sciences Morales et Politiques.

## Biografia
Louis Lavelle nasceu em 15 de julho de 1883 em Saint-Martin-de-Villeréal. 
Ele deixou sua região natal aos sete anos de idade para continuar seu ensino médio em Amiens e Saint-Etienne. Durante seus anos na Universidade de Lyon, onde participou de eventos libertários, interessou-se pelo pensamento de Nietzsche que permaneceu sendo uma das influências da trajetória intelectual de Lavelle (ao lado de Maine de Biran, Malenbranche e Descartes). Em Lyon, ele assistiu às palestras de Léon Brunschvicg e do grande filósofo Henri Bergson.
Em 1909, em Neufchâteau, tornou-se professor associado de filosofia e depois lecionou em Vendôme e Limoges. Em 1914, embora já reformado, decidiu ir para a frente de batalha da Primeira Guerra Mundial. Ele foi enviado a Somme em 1915, depois para Verdun, onde foi feito prisioneiro em 1916. Durante sua detenção, ele escreveu sua futura tese, bem como suas Carnets de guerre.
No final de 1921, ele defendeu sua tese de doutorado em filosofia na Sorbonne numa banca composta por Léon Brunschvicg e Léon Robin. Obteve um cargo na escola secundária de Fustel-de-Coulanges, em Estrasburgo, e se envolveu em organizações sindicais de professores na Alsácia-Lorena. Entre 1924 e 1940, lecionou no Lycée Henri-IV e Louis-le-Grand, Paris. Em 1934, ele e o filósofo René Le Senne fundaram a coleção Philosophie de l'esprit na editora Aubier-Montaigne. Em 1941, foi nomeado inspetor geral de instrução pública.
Em 1940 tornou-se diretor de gabinete sob o ministro nacional da Educação e, mais tarde, Inspetor-Geral. Em 1941, ele foi eleito presidente do Collège de France, posição de prestígio anteriormente ocupada por Henri Bergson. Em 1943 ele foi premiado com o Prêmio literário Broquette-Génin da Academia Francesa por seu livro La parole et l'écriture.
Lavelle dedicou seus últimos anos escrevendo um fluxo constante de artigos e livros e cuidando de seu filho caçula, que sofria de uma doença óssea. Ele morreu em 1º de setembro de 1951, e seu filho, no ano seguinte ao de sua morte.

### Recepção
A obra de Lavelle não despertou grande interesse tanto em âmbito editorial quanto no meio acadêmico. Embora tenha sido reconhecido  e divulgado por alguns dos principais filósofos franceses do século XX, como Merleau-Ponty, Gilles Deleuze, Paul Ricœur e Pierre Hadot, ele não foi amplamente estudado na França. Os primeiros artigos dedicados a sua obra vieram de intérpretes italianos e do brasileiro Tarcísio Padilha.
Há ainda uma tentativa de difusão da filosofia lavelliana, graças aos esforços de nomes como Jean-Louis Vieillard-Baron que promove colóquios anuais sobre a obra do autor. Lavelle encontrou maior difusão em Portugal e no Brasil. Em Portugal, Januário Torgal Ferreira, bispo emérito das Forças Armadas e Segurança, dedicou uma dissertação à antropologia de Lavelle nos anos 70. Atualmente o professor Américo Pereira tem se dedicado aos estudos da obra de Lavelle e já lançou várias publicações sobre o pensamento do francês.

## Obra
Seguindo a corrente comum de sua época, Lavelle dedicou-se sobretudo à antropologia filosófica. Portanto, abordou temas sobre a natureza humana, tais como a axiologia, a estética, o problema do mal, a moral e a liberdade do espírito.
Há um enfoque similar ao da filosofia de Martin Heidegger, contemporâneo de Lavelle, que adotou uma atitude crítica em relação ao racionalismo científico, embora Heidegger, como é sabido, tentou construir uma ontologia fundamental, evitando manter-se circunstrico à antropologia filosófica.

### Metafísica
Tendo em vista o caráter antropológico de sua filosofia, a metafísica não pode ser entendida nos moldes tradicionais, como um meio de alcançar a natureza última dos objetos. Trata-se de "uma investigação teórica e dialética, na qual nos cabe mostrar os diferentes meios pelos quais os seres particulares fundam sua existência separada". Em outros termos, a metafísica é a consciência que o ser humano tem de si e sua relações com suas próprias potências, objetos e outros seres humanos. Seguindo Nietzsche, para Lavelle a ética não é uma disciplina ou um qualquer sub-conjunto de um ato do ser humano, e sim o que define o próprio ser humano.
Assim como seus professores Bergson e Brunschvicg, Lavelle compartilha a ideia de uma supremacia da vida do espírito, rica e criativa:

A consciência não é apenas a unidade de todos os fatos que nela nascem em um determinado momento; pode ser a unidade de todos os estados que se sucederam nela. Ela é tudo no presente; mas a cada momento que ela retoma a vida inteira, ela é capaz de revivê-la.

### O Ser Primitivo
O Ser, para Lavelle, é objeto de uma experiência primitiva. Nas palavras de Renaud Barbaras, proeminente filósofo influenciado por Lavelle, não é porque temos um corpo que pertencemos ao mundo: "Apesar de aparecer como sendo evidente, essa proposição é cheia de pressupostos: ela envolve um certo sentido do corpo como extensão, do pertencimento como inclusão objetiva (ocupação de um lugar) e do mundo como espaço objetivo. Portanto, ao contrário, é preciso afirmar que é na medida em que pertencemos ao mundo que temos um corpo: ter um corpo não significa outra coisa mais do que pertencer. Desse modo, a questão do corpo encontra-se totalmente deslocada para a do pertencimento, de que Louis Lavelle afirma, com razão, que ele é o fato primitivo". Para Lavelle, o ato é o princípio interior do próprio eu e do mundo e, por isso, nunca poderá ser um objeto ou uma razão, ainda quando apareçam sempre no interior do ato como algo criado por sua atividade incessante. O ser humano não é uma substância e sim um ato que parte da descoberta que é o cogito cartesiano. A primeira experiência que temos de nossa existência é a experiência do movimento voluntário; quando movemos nosso corpo, ainda que seja apenas o dedo mínimo, tomamos a consciência de nossa iniciativa e de nossa potência.

### Em português
- Regras da Vida Cotidiana, É Realizações, 2011
- O Erro de Narciso, É Realizações, 2012
- Ciência Estética Metafísica - Crônicas filosóficas, É Realizações, 2012
- O Mal e o Sofrimento, É Realizações, 2014
- A Consciência de Si, É Realizações, 2014
- A Presença Total e Ensaios Reunidos,  É Realizações, 2015
- Do Ser - Dialética do Eterno Presente, vol. I,  É Realizações, 2019

### Em francês
- La dialectique du monde sensible, Les Belles Lettres, 1922 ; PUF, 1954.
- La perception visuelle de la profondeur, Les Belles Lettres, 1922.
- De l'être (La dialectique de l'éternel présent, 1), Alcan, 1928 ; 1932 ; Aubier, 1947.
- La Conscience de soi, Grasset, 1933 ; 1951; Christian de Bartillat, 1993. (É Realizações, 2014)
- La Présence totale, Aubier, 1934. (É Realizações, 2015)
- Le Moi et son destin, Aubier, 1936.
- De l'acte (La dialectique de l'éternel présent, 2), Aubier, 1937 ; 1946 ; 1992.
- L'Erreur de Narcisse, Grasset, 1939 ; La Table Ronde, 2003. (É Realizações, 2012)
- Le Mal et  la souffrance, Plon, 1940 ; Dominique Martin Morin, 2000.
- La Parole et l’écriture, L'Artisan du livre, 1942 ; Le Félin, 2007.
- La philosophie  française entre les deux guerres, Aubier, 1942.
- Du temps et de l'éternité (La dialectique de l'éternel présent, 3), Aubier, 1945.
- Introduction à l'ontologie, PUF, 1947; Le Félin 2008.
- Les Puissances du moi, Flammarion, 1948.
- De l'âme humaine (La dialectique de l'éternel présent, 4), Aubier, 1951.
- Quatre saints, Albin Michel, 1951 ; sous le titre De la sainteté, Christian de Bartillat, 1993.
- Traité des valeurs : tome I, Théorie générale de la valeur, PUF, 1951 ; 1991.
- Traité des valeurs : tome II, Le système des différentes valeurs, PUF, 1955 ; 1991.
- De l'intimité spirituelle, Aubier, 1955.
- Conduite à l'égard d'autrui, Albin Michel, 1958.
- Morale et religion, Aubier, 1960.
- Manuel de méthodologie dialectique, PUF, 1962.
- Panorama des doctrines philosophiques, Albin Michel, 1967.
- Psychologie et spiritualité, Albin Michel, 1967.
- Sciences, esthétique, métaphysique, Albin Michel, 1967.
- De l’existence (manuscrit de Limoges de 1912), Studio Editoriale di Cultura (Gênes), 1984.
- Carnets de  guerre, 1915-1918, Québec, Éditions du Beffroi, et Paris, Les Belles Lettres, 1985.
- L'Existence et la valeur (Leçon inaugurale et résumés des cours au Collège de France, 1941-1951), Documents et inédits du Collège de France, 1991.
- Règles de la vie quotidienne, Arfuyen, février 2004